# 静けさはほほえみつつ
『静けさはほほえみつつ』（しずけさはほほえみつつ、イタリア語：Ridente la calma ）K.152(210a) は、ヴォルフガング・アマデウス・モーツァルトが作曲した歌曲。
モーツァルトの死後、1799年に妻コンスタンツェがブライトコプフ・ウント・ヘルテル社に送った草稿を基に出版されたが、その後自筆譜は紛失した。

## 概要
作品はドイツ語ではなくイタリア語の歌詞であるため、リートではなくカンツォネッタに分類される。
モーツァルトの歌曲の中では比較的よく知られた作品であるが、偽作の論争の多い曲であった。1772年から1775年の間にかけてザルツブルク、イタリア、ウィーン、ミュンヘンのいずれかで作曲されたといわれているが、上記の通り自筆譜が紛失したため正確な年代も場所も特定できていない。またイタリア旅行の際に作曲したという説があるが、これは有力とされていた。
偽作の論争の多い曲ということから、ドメニコ・チマローザの作という説もあった。「ケッヘル第6版」はこれを真作の部に収録しているが、「新モーツァルト全集」では、これをAnhang（付録）の参考作品として収録している。

### 原曲の発見
1920年代になって、フランスのジョルジュ・ド・サン＝フォワにより、モーツァルトと親交を結んでいたヨゼフ・ミスリヴェチェクのアリア「私の愛しい人 Il caro mio bene」（1773年–1774年作曲、パリ音楽院所蔵のアリア集に収録）を編曲したものだと突き止められた。このアリアは、彼のパスティッチョ・オペラ『アルミーダ』（1779年、ミラノ初演）の1780年の再再演時に第3幕第1場冒頭に挿入された（ポルトガル・リスボンアジュダ宮殿のアジュダ図書館所蔵の総譜に収録されている）。
歌詞の作者については長年不明だったが、パオロ・モンタナリにより、チェーザレ・オリヴィエリ（Cesare Olivieri、活動期間:1776年–1791年）の音楽祝宴劇『平和の勝利』（Il trionfo della pace）（1782年トリノ初演。音楽はフランチェスコ・ビアンキ）の第2部最終場の同名のアリアであることが判明した。つまり、モーツァルトの曲は1782年以降であることが確定した。
野口秀夫は、「私の愛しい人」と共に『平和の勝利』のアリアを歌ったカストラートのルイージ・マルケージが「私の愛しい人」を気に入っており、モーツァルトにも教えたと推測している。そして、1785年8月4日にウィーンで上演されたジュゼッペ・サルティのオペラ『ジュリオ・サビーノ』でタイトルロールを演じたマルケージがこの頃モーツァルトに会い、二人の共通の友人だったミスリヴェチェク（1781年に死去していた）を偲んでモーツァルトが「私の愛しい人」を編曲したと推定している。

## 構成
ラルゲット、ヘ長調、8分の3拍子（原曲はテンポ・ディ・メヌエット、4分の3拍子）。曲は2節の構成であるが、第1節が最後に反復される三部形式となっている。また70小節と、それまでにない大型のものである。
モーツァルトは「私の愛しい人」から編曲するに当たって、拍子と共に第一節の一部と第二節を書き直し、コロラトゥーラのパッセージを2小節追加しているが、『平和の勝利』から取った詞及び、曲の構成はほぼ同一である。ただし、初版の時点で歌詞の一部が誤記され、新モーツァルト全集にまで踏襲されてしまっていることが判明しており、モーツァルト自身の誤記の可能性がある。
自筆譜が失われているため詳細は不明だが、初版は序奏がほとんどないため、野口は出版したブライトコプフ・ウント・ヘルテル社がカットした可能性を指摘している。

## 参考資料
- オペラ・ナンバーのクラヴィーア伴奏版を聴く（本曲とミスリヴェチェクの原曲の歌詞あり） - 野口秀夫、神戸モーツァルト研究会（第269回例会、2019年12月1日）
- カンツォネッタ「静けさはほほえみつつ Ridente la calma」K.152 の由来  - 同上（第296回例会、2023年2月5日）
- カンツォネッタ「静けさはほほえみつつ Ridente la calma」K.152 の詩テキストと音楽テキストの関係 - 同上（第297回例会、2023年3月5日）